# Long Way Round
Long Way Round è una serie televisiva britannica che racconta il viaggio di circa 19.000 miglia (31.000 km) intrapreso dall'attore Ewan McGregor con il suo amico Charley Boorman e il cameraman Claudio von Planta da Londra a New York su tre maxienduro BMW.
Il viaggio ha avuto inizio a Londra il 14 aprile 2004 e, attraverso l'Europa occidentale e centrale, l'Ucraina, la Russia, il Kazakistan, la Mongolia, la Siberia e il Canada, per una distanza totale di 18.887 miglia (30.396 km), si è concluso il 29 luglio 2004 a New York negli Stati Uniti d'America.
La serie TV ha avuto successo ed è stata pubblicata in DVD e adattata in un libro.

## Introduzione
Dal 14 aprile al 29 luglio 2004, McGregor, Boorman ed il cameraman von Planta, insieme alla squadra di supporto, hanno viaggiato da Londra a New York, attraversando l'Europa centrale, dell'Est, Ucraina, Russia, Kazakistan, Mongolia, Siberia e Canada, per una distanza totale percorsa di 30.396 km. Le uniche parti del viaggio in cui non sono state utilizzate le moto sono stati il viaggio in aereo sullo stretto di Bering da Magadan a Anchorage (4031 km), il superamento di vari fiumi in piena in Siberia utilizzando un camion e un ulteriore pezzo fatto in treno sempre in Siberia.
Durante la percorrenza della Strada delle ossa in Siberia i tre motociclisti hanno dovuto attraversare vari fiumi alla portata. I primi corsi d'acqua incontrati erano praticabili con le moto; le cose però sono cambiate quando si sono trovati ad affrontare dei guadi impossibili da affrontare. A quel punto sono stati costretti a chiedere aiuto ad un camionista locale, il quale ha caricato le moto ed ha attraversato i fiumi assieme a loro.
La quantità di acqua presente nei fiumi era dovuta al disgelo estivo, eventualità che McGregor e Borman non avevano considerato durante i mesi di preparazione al viaggio.
Complessivamente il viaggio ha attraversato 12 paesi, inizialmente in Inghilterra, poi attraverso Francia, Belgio, Germania, Repubblica Ceca, Slovacchia, Ucraina, Russia, Kazakistan, Mongolia, USA e Canada, con arrivo a New York
Il team ha soggiornato principalmente in hotel durante la parte di viaggio in Europa, Nord America e nelle zone più popolate della Russia. Spesso non hanno avuto altra scelta che accamparsi con le tende, soprattutto in Mongolia, Kazakistan e Siberia. Durante il viaggio hanno anche avuto modo di visitare vari monumenti storici.
Sono arrivati a New york in orario secondo la tabella di marcia e sono entrati in città accompagnati da una comunità di choppers americani.

## I preparativi al viaggio
In aggiunta di McGregor, Boorman e von Planta, il team ha avuto il supporto di una squadra al seguito, composta da: i due produttori del programma, David Alexanian e Russ Malkin e un altro cameraman Jim Simak. Durante la percorrenza dei paesi russi si sono aggiunti al team un medico, Vasily e un addetto alla security, Sergey.
La squadra di supporto ha viaggiato con due fuoristrada Mitsubishi, generalmente ad un giorno di viaggio dietro i motociclisti ed incontrandoli solo durante l'attraversamento dei confini.
Prima della partenza da Londra, i due motociclisti hanno preso parte a lezioni di vario tipo: guida off-road con le moto, primo soccorso, sicurezza, manutenzione delle moto, lingua russa. Inoltre si sono recati in tutte le ambasciate dei paesi che avrebbero attraversato per farsi descrivere il paese e le eventuali difficoltà che avrebbero incontrato.
Tre ragazze si sono occupate di preparare i visti d'ingresso incontrando non poche difficoltà.
Pochi giorni prima della partenza il cameraman von Planta si accorse di avere la patente della moto non valida per l'Inghilterra e dovette perciò sostenere l'esame di guida il giorno prima della partenza del viaggio. Non essendo riuscito a superare l'esame, ha raggiunto il team solo a Praga, 5 giorni dopo l'inizio del viaggio, dopo aver finalmente superato l'esame.

## La scelta delle moto
Durante la preparazione del viaggio sono state prese in considerazione due tipi di moto: la BMW GS e la KTM Adventure.
Dopo averle testate entrambe la scelta è caduta sulla KTM, moto sin dall'inizio voluta da Charlie.
Poco prima della partenza però la KTM ha declinato l'offerta perché preoccupata dal fatto di un eventuale fallimento e dalla cattiva pubblicità che ne sarebbe derivata.
La BMW ha quindi fornito 3 moto per il viaggio, delle BMW R1150 GS, modificate con l'installazione di telecamere e GPS

## Incidenti
Il viaggio non è stato senza incidenti ed inconvenienti.
Ewan McGregor ha avuto, per due volte, della benzina spruzzata negli occhi. Nel primo caso la benzina è stata spruzzata dal serbatoio di Ewan durante un rifornimento, incidente causato dal fatto che la pompa non aveva un dispositivo di sicurezza nel caso di tracimazione. Il secondo incidente è successo in Ucraina, quando Charlie, tentando di fermare la benzina in fuoriuscita dalla pompa, ha involontariamente creato uno zampillo che ha investito la faccia di Ewan. In questo caso McGregor ha dovuto ricorrere a cure mediche, anche perché i suoi occhi erano da poco stati operati con laser.
Sempre Ewan, ha sofferto molto le punture di insetti, soprattutto in Mongolia. In un'occasione, una puntura sulla fronte gli ha fatto gonfiare metà faccia.
Mongolia e Siberia sono state le regioni con maggiori incidenti. Durante l'attraversamento di un fiume, Charlie si è stirato il muscolo della spalla sinistra, nel tentativo di muovere la moto dalla corrente. Il muscolo è rimasto dolorante per molti giorni, impedendogli di guidare la moto. Fortunatamente per lui, in quei giorni la spedizione ha viaggiato su camion.
Un veicolo della squadra di supporto, con a bordo Russ Malkin e Vassili, si è ribaltato nel mezzo della Mongolia, incidente causato da una manovra azzardata. Nessuno dei due occupanti si è fatto male.
In Canada, durante un tratto autostradale nelle vicinanze di Calgary, Ewan è stato tamponato da una macchina a forte velocità. Ewan è riuscito a rimanere in piedi ed a non farsi male. La moto è risultata danneggiata al telaio, infatti è stata portata in officina per le riparazioni.

## Colonna sonora
La colonna sonora di Long Way Round, scelta da McGregor e Boorman, contiene brani di Stereophonics, Blur, Coldplay, Orbital, Massive Attack e Radiohead. La sigla di apertura è stata scritta ed è cantata da Kelly Jones, leader degli Stereophonics.

## Puntate
- Episodio 1: La preparazione
- Episodio 2: Da Londra a Volgograd
- Episodio 3: Kazakistan
- Episodio 4: Da Barnaul alla Mongolia occidentale
- Episodio 5: Dalla Mongolia orientale a Yakutsk
- Episodio 6: Da Yakutsk a Magadan (La strada delle ossa)
- Episodio 7: Da Anchorage a New York

Il documentario è stato trasmesso da Nat Geo Adventure, canale tematico della piattaforma Sky, ed è stato seguito da Long Way Down, viaggio compiuto nel 2007 dagli stessi protagonisti dalla Scozia fino al Sudafrica, a cui sono seguiti Long Way Up del 2020 e Long Way Home del 2025.